# Alan Parkhurst Merriam
Alan Parkhurst Merriam (Missoula, Montana, 1 de novembre de 1923 - Varsòvia, 14 de març de 1980) va ser un antropòleg, etnomusicòleg i professor estatunidenc.
Es graduà en estudis de música a la Universitat Estatal de Montana el 1947 i, posteriorment, cursà estudis d'antropologia a la Universitat de Northwestern, tenint com a mestres Melville J. Herskovits i Richard A. Waterman, i on es doctorà el 1951. Fou professor a la Universitat de Northwestern entre els anys 1953 i 1954, i entre 1956 i 1962, i també a la Universitat de Wisconsin entre 1954 i 1956. El 1962 fou nomenat professor d'antropologia a la Universitat d'Indiana a Bloomington (Indiana), on posteriorment esdevingué cap del departament entre 1966 i 1969. Sota la seva direcció va convertir en un centre líder en recerca en etnomusicologia. El 1976 entrà a treballar a la Universitat de Sydney. També va ser cofundador el 1952, i president entre 1963 i 1965, de la Society for Ethnomusicology, sent l'editor de la revista de la institució, Ethnomusicology Newsletter, entre 1952 i 1957, i Ethnomusicology, entre 1957 i 1958. Cal destacar la seva valuosa aportació en el camp de l'etnomusicologia, recollida en el llibre The Anthropology of Music, publicat el 1964, on constata la importància dels factors culturals i socials en el procés de creació, en l'estètica musical i en la mateixa formació dels intèrprets. El 1980 va morir en un accident aeri a prop de Varsòvia, a Polònia.